# 시텐노지마에유히가오카역
시텐노지마에유히가오카역(일본어: 四天王寺前夕陽ヶ丘駅, してんのうじまえゆうひがおかえき)은 일본 오사카부 오사카시 덴노지구에 있는 오사카 시영 지하철의 철도역이다.

## 역 구조
상대식 승강장 2면 2선의 지하역이다. 개찰구는 각 승강장의 남북 양측으로 1개씩, 총 4개 설치되어 있다. 또 승강장의 양쪽으로 플랫폼 중간부에 있는 통로로 연결되고 있다.

### 승강장
| 1 | 다니마치 선 | 덴노지 · 히라노 · 야오미나미 방면       |
| 2 | 다니마치 선 | 덴마바시 · 히가시우메다 · 다이니치 방면 |

## 역 주변
- 덴노지구청
- 덴노지 우체국
- 덴노지 경찰서
- 덴노지 구민 센터
- 오사카 IT 센터
- 오사카 국제 교류 센터
- 클레오오사카 중앙
- 시텐노지 중학교·고등학교
- 시텐노지

## 역사
- 1968년 12월 17일: 다니마치 선 다니마치 9초메 ~ 덴노지 간 연장 개통으로 시텐노지마에역으로 영업 개시.
- 1997년 8월 29일: 시텐노지마에유히가오카역으로 변경.

## 인접역
| ■ 오사카 메트로 다니마치선       | ■ 오사카 메트로 다니마치선 | ■ 오사카 메트로 다니마치선 |
| -------------------------------- | -------------------------- | -------------------------- |
| T25 다니마치 9초메 다이니치 방면 |                            | 덴노지 T27 야오미나미 방면 |